# Oguchi-Syndrom
Das Oguchi-Syndrom ist eine Form der angeborenen Netzhauterkrankung mit den Hauptmerkmalen Nachtblindheit (Kongenitale stationäre Nachtblindheit, CSNB) und Mizuo-Nakamura-Phänomen.
Synonyme sind: Morbus Oguchi; Stationäre Nachtblindheit, kongenitale, Typ Oguchi
Die Bezeichnung bezieht sich auf den Autoren der Erstbeschreibung aus dem Jahre 1907 durch den japanischen Ophthalmologen Chuta Oguchi.

## Verbreitung
Die Häufigkeit ist nicht bekannt, bislang wurde über etwa 50 Betroffene berichtet, besonders in Japan. Die Vererbung erfolgt autosomal-rezessiv.

## Ursache
Je nach zugrunde liegender Mutation können folgende Typen unterschieden werden:
- Typ 1 mit Mutationen im SAG-Gen auf Chromosom 2 Genort q37.1, welches für S-Arrestin kodiert[4]

Mutationen in diesem Gen finden sich auch bei einer Form der Retinitis pigmentosa.
- Typ 2 mit Mutationen im GRK1-Gen auf Chromosom 13 an q34 zugrunde, welches für Rhodopsinkinase kodiert[5]

## Einteilung
Nach den augenärztlichen Befunden können 3 Typen unterschieden werden:
- ohne Stäbchenadaptation ohne Mizuo-Nakamura-Phänomen
- ohne Stäbchenadaptation mit Mizuo-Nakamura-Phänomen
- unvollständige Stäbchenadaptation, leichte Nachtblindheit, mit Mizuo-Nakamura-Phänomen, häufigster Typ

## Klinische Erscheinungen
Klinische Kriterien sind:
- Manifestation beim Neugeborenen oder Kleinkind
- nicht fortschreitende Nachtblindheit
- Dunkeladaptation stark herabgesetzt und verlängert
- Sehschärfe normal tagsüber

## Diagnose
Die Diagnose ergibt sich aus der augenärztlichen Untersuchung, im Augenhintergrund finden sich keine Auffälligkeiten, normale Sehschärfe, Weite der Blutgefäße der Netzhaut und Antwort der Zäpfchen im Elektroretinogramm. Eine humangenetische Untersuchung kann die Diagnose bestätigen.

## Differentialdiagnose
Abzugrenzen sind:
- Morbus Stargardt
- Retinopathia pigmentosa bei weiblichen Überträgerinnen
- X-chromosomale Retinoschisis
- progressive Zapfen-Stäbchen-Dystrophie